# Edgar Gnoleba Loué
Edgar Gnoleba Loué (né le 27 décembre 1983 à Abidjan) est un footballeur de Côte d'Ivoire. Il évolue au poste de milieu de terrain ou en défense.

## Biographie
Il est réputé pour son caractère dilettante en dehors du terrain, si bien qu'il est extrêmement peu utilisé par le Racing club de Strasbourg, qui songe d'ailleurs à s'en séparer. Le 25 janvier 2007, le journal L'Alsace annonce dans ses pages qu'une procédure de licenciement pour faute grave a été entamée à l'encontre du joueur. L'aventure de l'ivoirien à Tunis ne dura qu'une saison, le contrat qui liait Loué et l'Espérance de Tunis a été résilié à l'amiable en août 2009. En janvier 2011, il rejoint le Wydad de Fès.

## Clubs successifs
- 1998-2001 : Africa Sports ( Côte d'Ivoire) ;
- 2001-2002 : Mouloudia Club Oranais ( Algérie) ;
- 2002-2003 : Mouloudia de Constantine ( Algérie) ;
- 2003-2006 : Raja Club Athletic ( Maroc) ;
- 2006-2008 : RC Strasbourg ( France) ;
- 2008-2009 : Espérance de Tunis ( Tunisie) ;
- 2009-2010 : JC Abidjan ( Côte d'Ivoire) ;
- 2010-2011 : Avenir sportif de Gabès ( Tunisie) ;
- 2011-2012 : Wydad de Fès ( Maroc) ;
- 2012-2013 : Moghreb de Tétouan ( Maroc).